# Fluorid tellurový
Fluorid tellurový je anorganická sloučenina s chemickým vzorcem TeF6. Je to bezbarvý, vysoce toxický, odpudivě zapáchající plyn.

## Příprava
Podobně jako fluorid selenový lze fluorid tellurový připravit přímou syntézou z prvků při 150 °C:
Te + 3 F2 → TeF6
Lze jej také připravit fluorací oxidu telluričitého fluoridem bromitým.
Při zahřátí fluorid telluričitý disproporcionuje na fluorid tellurový a tellur.

## Vlastnosti
Fluorid tellurový má vysoce symetrickou oktaedrickou molekulu. Jeho fyzikální vlastnosti se podobají fluoridu sírovému a fluoridu selenovému. Je však méně těkavý, kvůli zvýšené polarizovatelnosti. Při teplotách nižších než −38 °C fluorid tellurový kondenzuje na těkavou bílou pevnou látku. Fluorid tellurový má kritickou teplotu 83,3 °C a teplotu trojného bodu −37,7 °C.
|                                      |                                     |
| Kuličkový model krystalové struktury | Kalotový model krystalové struktury |

V pevném skupenství je to krystalická látka, která krystalizuje v kosočtverečné soustavě s prostorovou grupou Pnma (Číslo 62).

## Reaktivita
Fluorid tellurový je mnohem více reaktivní než fluorid sírový. Například fluorid tellurový ve vodě pomalu hydrolyzuje za vzniku kyseliny tellurové:
TeF6 + 6 H2O → Te(OH)6 + 6 HF
Reakcí fluoridu tellurového s fluoridem tetramethylamonným (Me4NF) vznikají postupně heptafluoridy a oktafluoridy:
TeF6 + Me4NF → Me4NTeF7
Me4NTeF7 + Me4NF → (Me4N)2TeF8